# Tiro alla fune
Il tiro alla fune è uno sport di origine contadina che vede contrapposte due squadre, le quali si sfidano in una gara di forza.
Esistono associazioni sportive di tiro alla fune in molti paesi; viene praticato sia dagli uomini sia dalle donne.

## Storia
Il tiro alla fune fu uno sport olimpico dal 1900 al 1920.
Oscillante fra cinque e otto, il numero dei componenti la squadra non fu mai codificato. Il tiro alla fune scomparve dal programma olimpico dopo l'edizione di Anversa del 1920 nella quale la squadra italiana, composta da Adriano Arnoldo, Silvio Calzolari, Romolo Carpi, Giovanni Forni, Rodolfo Rambozzi, Carlo Schiappapietra, Giuseppe Tonani e Amedeo Zotti, terminò al quinto posto.
Ogni due anni vengono organizzati i campionati del mondo di tiro alla fune dalla Federazione Internazionale di Tiro alla Fune (Tug of War International Federation, TWIF). A questi campionati partecipano le squadre nazionali e vengono organizzati incontri sia indoor sia outdoor.
Esistono anche competizioni internazionali per associazioni.
Il tiro alla fune è piuttosto noto anche in Italia, sebbene sia più diffuso come gioco amichevole e amatoriale che come sport vero e proprio.

## Regole di gioco

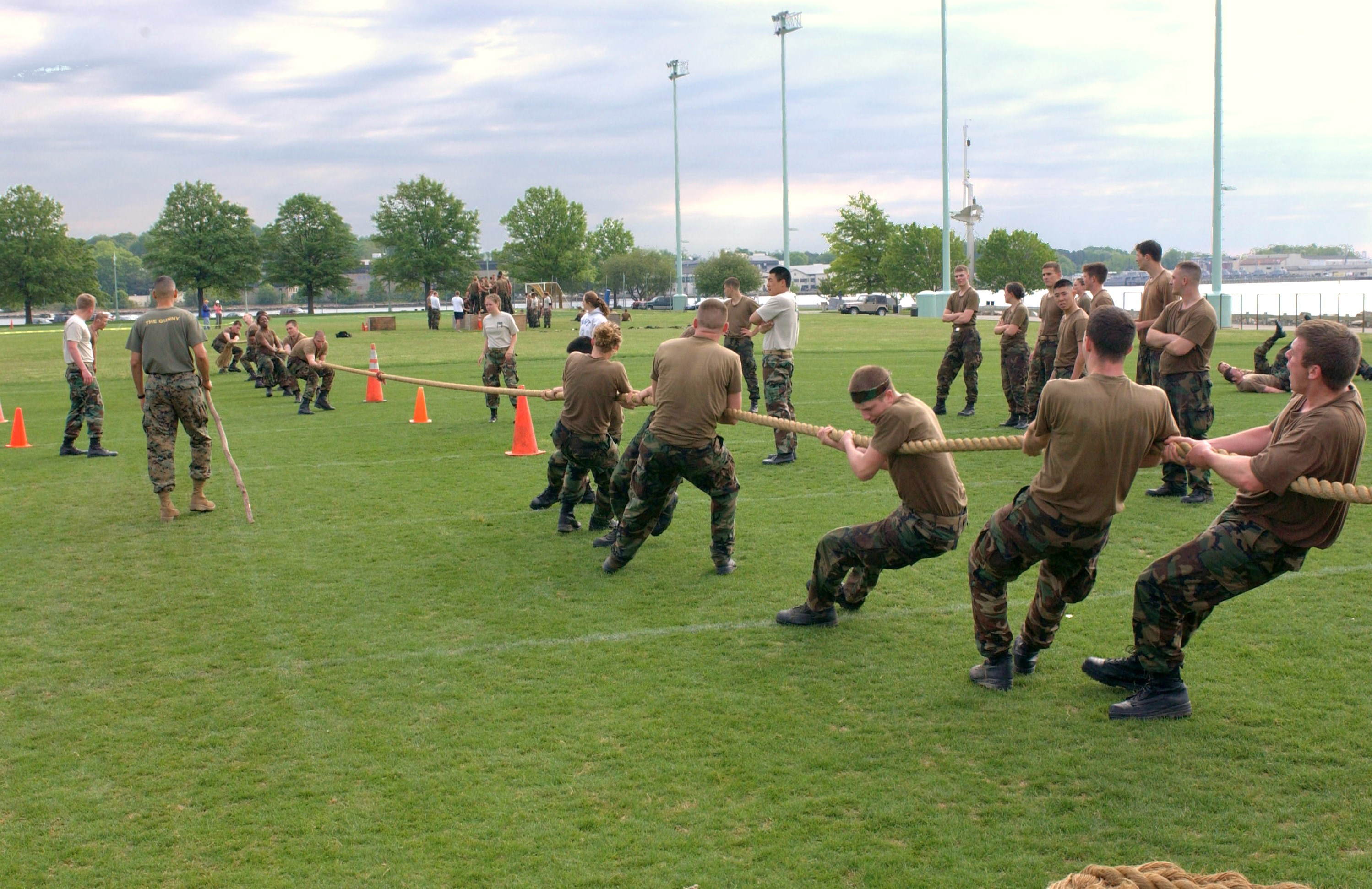
Tiro alla fune

Secondo il regolamento ufficiale della disciplina sportiva, due squadre di otto persone, il cui peso totale non deve superare quello massimo stabilito per la rispettiva categoria, si allineano ai due capi di una fune di circa 10 centimetri di circonferenza. Sulla fune è marcato il punto centrale; inoltre, viene marcato un punto su ogni lato a distanza di 4 metri dal centro.
La sfida incomincia con il punto centrale sistemato in corrispondenza del centro del campo da gioco; l'obiettivo di ogni squadra è tirare l'altra squadra dalla propria parte, in modo che il punto marcato più vicino agli avversari attraversi il centro del campo. Una squadra può vincere anche perché l'avversario ha commesso tre falli (che avviene, ad esempio, quando un concorrente cade o si siede).